# Coucou jacobin
Clamator jacobinus
Espèce
Statut de conservation UICN

 LC  : Préoccupation mineure
Synonymes
- Oxylophus jacobinus

Le Coucou jacobin (Clamator jacobinus) est une espèce de Coucous, oiseaux de la famille des Cuculidae.

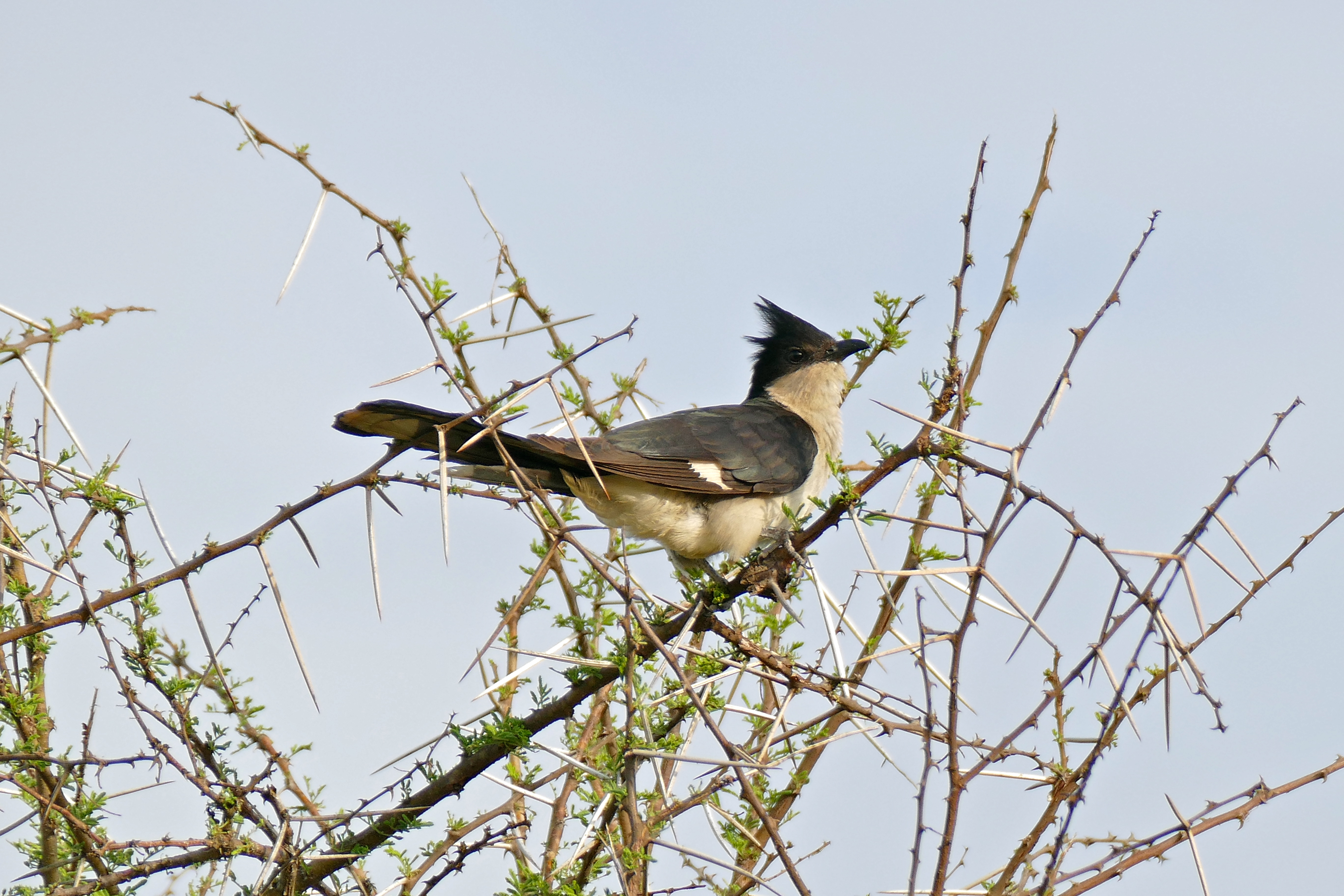
Coucou jacobin (Parc national Kruger, Afrique du Sud)

## Description
Le Coucou jacobin est un grand coucou de 33 cm de long. Les adultes ont une crête et une longue queue. Ils se présentent sous deux formes colorées: la forme claire est noire avec le ventre blanc alors que la forme sombre est complètement noire, sauf une petite tache blanche sur les ailes pour les deux formes. Les juvéniles ont le dos brun et le ventre blanc jaunâtre.

## Biologie

Aire de répartition du Coucou jacobin

Il se reproduit en Afrique subsaharienne, en Inde, au Sri Lanka et en Birmanie. Il migre sur de courtes distances. Les oiseaux qui vivent dans des latitudes assez au nord et en altitude en été, les quittent pour des régions plus chaudes et plus humides en hiver.
C'est un oiseau des maquis, des zones humides et des zones de culture. Il parasite les nids des autres oiseaux, et pond son œuf unique le plus souvent dans les nids de Timaliidae.
Le Coucou jacobin se nourrit d'insectes et de chenilles. C'est une espèce bruyante, avec un cri fort et persistant.

## Liste des sous-espèces

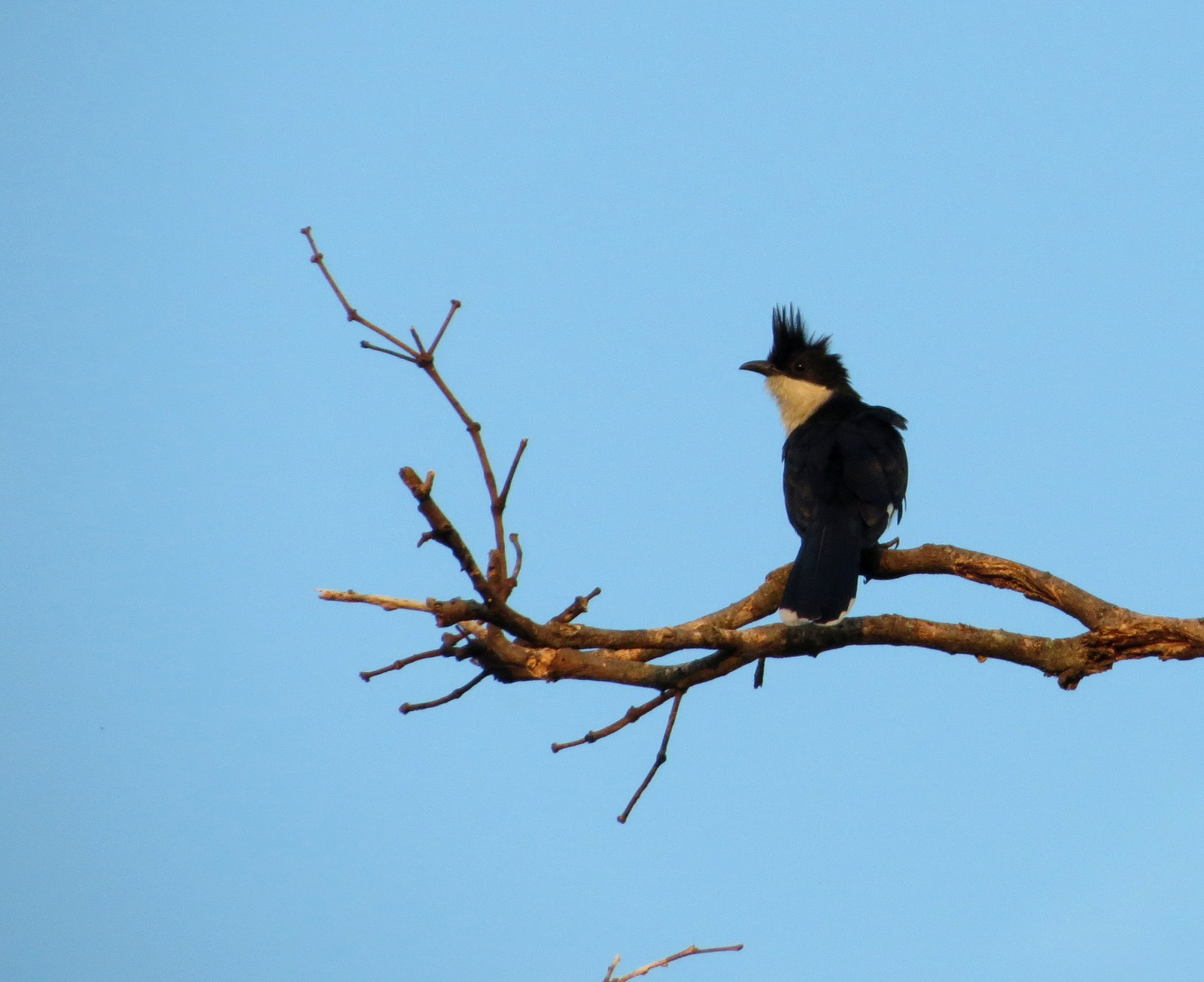
Coucou jacobin aperçu dans le sanctuaire de la vie sauvage de la Cauvery.

D'après la liste d'Alan P. Peterson, 3 sous-espèces ont été décrites :
- Clamator jacobinus jacobinus (Boddaert, 1783)
- Clamator jacobinus pica (Hemprich & Ehrenberg, 1833)
- Clamator jacobinus serratus (Sparrman, 1786)